# Idaea graciliata
Idaea graciliata là một loài bướm đêm trong họ Geometridae.